# 稲葉良通
稲葉 良通（いなば よしみち）は、戦国時代から安土桃山時代にかけての武将。斎藤氏、織田氏、豊臣氏の家臣。美濃国曽根城主。安藤守就、氏家直元と併せて西美濃三人衆と併称された。
号は一鉄（いってつ）。江戸幕府第3代将軍・徳川家光の乳母となり権勢を振るった春日局（斎藤福）の養祖父にある。

## 生涯

### 出自・家督相続
一鉄の祖父・稲葉通貞（塩塵）は伊予国の名族・河野氏の一族であったが美濃に流れて土豪になったとされている。また、安藤氏と同族で伊賀氏の末裔とされることもある。
永正12年（1515年）、美濃の国人・稲葉通則の六男として、美濃池田郡本郷城に生まれる。幼少時に崇福寺で僧侶となり、快川紹喜の下で学んでいた。
大永5年（1525年）、父と5人の兄達全員が牧田の戦いで浅井亮政と戦って戦死したため、還俗して塩塵と叔父・稲葉忠通の後見の下に家督と曽根城を継いだ。

### 土岐・斎藤氏時代
天文末年頃､ 不住庵梅雪から斎藤道三へ茶の座敷置き合わせ法の『数奇厳之図』を伝授され、これが道三から良通に伝授され、さらに良通から志野省巴に相伝されたという、茶の湯の系統が明らかになっている。
はじめ土岐頼芸に、次いで頼芸を追放し美濃を治めた斎藤利政（道三）に仕え、西美濃三人衆の1人として活躍する。
弘治2年（1556年）、道三とその子・義龍の争いである長良川の戦いにおいて、良通は義龍に味方した。
道三の側室で義龍の生母である深芳野が良通の姉であり、良通は義龍の叔父だとされて来た（『美濃国諸家系譜』）。
しかし、近年の研究で
- 深芳野は架空の人物で、良通と義龍の間に血縁関係は無い。

と判明している。
道三の娘婿・織田信長は、尾張国を統一し、永禄3年（1560年）に桶狭間の戦いで今川義元を敗死させると、美濃攻略の機会を伺っていた。義龍が病死し、その子・斎藤龍興が跡を継ぐと信長は美濃侵攻を本格化させる。それに対し良通は、永禄4年（1561年）の森部の戦い、同5年（1562年）の軽海の戦いなどで活躍した。
しかし、永禄6年（1563年）に他の西美濃三人衆と共に龍興に諫言するものの聞き入れられず、それは翌年の竹中重治と安藤守就による稲葉山城占拠に繋がる。一度は和解となったものの、永禄10年（1567年）8月1日に三人衆と連盟で斉藤氏の配下から離脱し、織田信長に組している（『信長公記』）。

### 織田信長時代
1568年（永禄11年）、信長の上洛戦に参加し､翌1569年（永禄12年）8月27日より開始された北畠具教・北畠具房父子が籠城する大河内城攻撃には攻囲陣の南方を守備している。
1570年（元亀元年）5月、信長が朝倉義景討伐のために越前国へ向かうと、稲葉父子3人と斎藤利三は守山城に入り江州路の警固に当たった。この際、一揆勢が守山の南から火を放って攻め始めたが、良通らが一揆勢の切り崩しにかかり、これを破った。『寛政重修諸家譜』では、1200の首級をあげて、信長から感状が与えられたことが記録されている。さらに同年9月8日の三好長逸らの襲撃に際する大坂楼岸の守備、及び1571年（元亀2年）5月12日における長島一向一揆討伐、同3年4月の安見新七郎居城の河内交野城救援に参戦している。
1573年（天正元年）7月、槇島城の戦いでは、嫡男貞通及び嫡孫典通らを従えて参戦している。
4月末には義昭と信長家臣との間で起請文が交わされた。義昭が宛てた家臣の内訳は佐久間信盛・滝川一益・塙直政で、信長側の発給者は林秀貞・佐久間信盛・柴田勝家・稲葉一鉄・安藤守就・氏家卜全・滝川一益である。
1574年（天正2年）、入道して一鉄と号している。
1575年（天正3年）の長篠の戦い、越前一向一揆攻め、美濃岩村城攻め、翌1576年（天正4年）の天王寺の戦い、1577年（天正5年）の紀州征伐、加賀一向一揆攻め、播磨国神吉城攻め、翌1578年（天正6年）の有岡城の戦い（兵糧攻めに切り替えた後には織田信孝の副将として安土城の留守居役を務める）に参加し、武功を挙げた。
1576年（天正4年）5月、天王寺の戦い後（『紀伊太田文書』）、左足親指の表裏に大きな腫物が生じたが、内服薬を使用して治癒させた。しかもこの成果について、治療実践に際する用途を三例に区分し、その症例と薬種の配味・効能を書き留めている。同年11月16日、天然痘にかかった重症の子供に対して調合した薬を投薬し、これを本復させている。
1579年（天正7年）、家督と曽根城を嫡子の貞通に譲り、美濃清水城に移る。1582年（天正10年）、武田攻めより凱旋した信長を、領内の呂久の渡しにて饗応する。
1580年（天正8年）、安藤守就が北方城を追われ武儀郡谷口に蟄居した後、信長は一鉄に安藤氏の旧領を与えた。この時点で一鉄の勢力は西濃最大のものとなる。以後、西濃諸士の多くは信長によって一鉄につけられたものと考えられる。

### 本能寺の変
天正10年（1582年）6月、明智光秀が本能寺の変を起こし、信長が横死した。一鉄は美濃国人衆に呼びかけて、岐阜城に甥の斎藤利堯（斎藤道三の四男）を擁立し（『勢州軍記』）、光秀に対して独立を保とうと画策する。
一方、かつて信長に追放され、稲葉領内に滞在していた安藤守就の一族が、復権を目指して光秀と手を組み、旧領の北方城を奪還し、本田城を攻撃してきたため交戦し勝利、守就等を敗死させた。
中央では、光秀が山崎の戦いで早々に討たれたが、信長の死で統制を失った美濃では諸将の衝突が頻発することになった。一鉄は娘婿の揖斐城主・堀池半之丞と戦い、その領地を支配下に置いた。外孫の福（春日局）を稲葉家に引取り、福は成人するまで美濃清水城で過ごしたとみられる。

### 豊臣秀吉時代

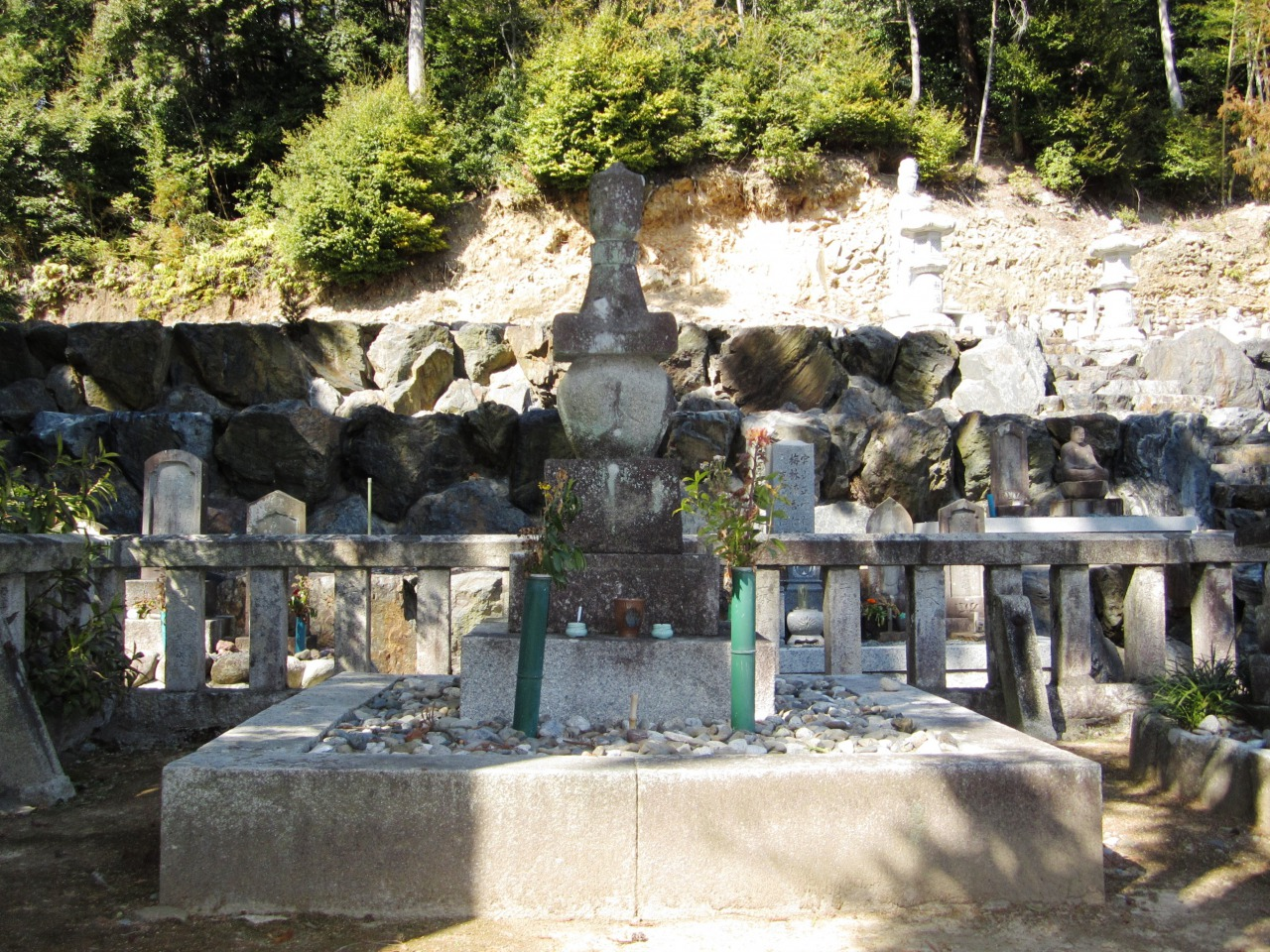
月桂院の墓所（岐阜県揖斐郡揖斐川町）

天正10年（1582年）の清洲会議の後、織田信孝が岐阜城を相続し、美濃は支配下に置かれるはずだったが、一鉄は信孝と対立を深める羽柴秀吉に従うようになる。
天正11年（1583年）、賤ヶ岳の戦いでは、信孝から城下の焼き討ちを受けている。柴田勝家方の不破氏の西保城を攻めた。
新たに岐阜城主となった池田恒興とは、恒興が大垣城主の頃からも境界線についての抗争があったが、仲介に当たった秀吉から、4万貫の領地が安堵されている。
天正12年（1584年）、小牧・長久手の戦いにも参加し、武功を挙げた（前哨戦である小牧の戦いで岩崎山の砦を守備したのが最後に戦場に出た記録で、以後、前線には出ていない）。
天正13年（1585年）に秀吉が関白になると、法印に叙され「三位法印」と称した。
天正15年（1587年）、「島津攻め」から凱旋してきた秀吉を、西宮に出迎え、大坂城山里丸の茶室に招かれる。
天正16年（1588年）11月19日、美濃清水城にて死去した。享年74。

## 逸話

### 本能寺の変との関わり
- 明智光秀の重臣・斎藤利三（春日局（ふく）の父）の義父で旧主であったが、元亀元年（1570年）に利三は明智光秀に転仕した。さらに、天正10年（1582年）に利三を介して、那波直治を引き抜かれると、稲葉家は訴訟を起こすこととなった。信長は返すように命じたが、光秀がこれを容れなかったため、髷を掴み突き飛ばした。そして、信長は直治を戻し、利三に切腹を命じる裁定を、変の4日前となる天正10年（1582年）5月27日付けで下している（『稲葉家文書』『日本外史』）。ただ、猪子高就の嘆願のおかげで切腹だけは回避されたともされる。

### 人物・その他
- 茶道を好み、天文24年（1555年）に志野宗温より名香帖を授与され、永禄元年（1558年）には志野省巴より目録を伝授された。
- 江戸時代末期の編纂物『名将言行録』によれば、西美濃三人衆のうちでも、特に稲葉良通は三人衆筆頭とされた[8]。
- 姉川の戦いの時、1,000の兵を率いて先陣を務めた。開戦前、織田信長は徳川家康に「我が手の者なら連れて行かれよ」と気前よく言ったが、家康はそれを拒絶。再度の信長の申し入れに、そこで家康は一鉄一人を指名している。徳川勢は朝倉勢を圧したが、織田勢は浅井勢に圧されたので、一鉄が駆けつけ浅井勢の右翼を崩し危急を救ったという。『名将言行録』によれば、この際に伊予守の名を賜り、織田家中でも評判になり皆が一鉄を羨んだという[8]。
- 姉川の戦いの後、信長は朝通（一鉄）を勲功第一として賞し、偏諱授与により長通と名乗るように命じたが、朝通は勲功第一は家康であると偏諱と共に拒否したという。なお、入道号である一鉄が用いられるようになった事が確認されるのは、この後の大徳寺御納所宛ての書状からである。
- 天正元年（1573年）の長島一向一揆との戦いにおいて、追撃する一揆勢に殿軍の林通政が討死する危急の中、「捨てかまり」と呼ばれる伏兵策を用いて功を挙げた（カマリとは斥候兵の意）。
- 『寛政重修諸家譜』によれば、天正2年（1574年）、一鉄のことを信長に讒言する者があった。これを信じた信長は一鉄を殺そうとして茶会に招いたが、一鉄が床にかけられた禅僧の虚堂智愚の墨蹟『送茂侍者』を読み下しながら自己の無実を述べたので、信長は学識の高さに感嘆すると共に無罪を信じたとされる。『名将言行録』では、掛軸の画賛の韓退之の詩「左遷至藍關示姪孫湘」を読んでみせている。さらに信長が一鉄に感嘆し、「あまりにも感激したゆえ、真実を話そう。実は今日、うぬを討ち果たすつもりで供侍達に暗殺を命じておった。故に、供侍は全員懐剣を忍ばせておる。これよりはうぬを害する事は無い。わしに従い、謀を献じてくれ」といったところ、一鉄は「死罪をお助け頂き、かたじけのうございます。実を申せば、拙者も懐剣を忍ばせておりました。ここで殺されるくらいならば一人ぐらいは道連れにしてくれん、そう思うておりましたゆえ」と懐剣を見せたので、信長は益々感激したという。これは一鉄が武勇だけでなく、文才・謀略にも優れていたことを示すものである。
- 天正3年（1575年）、7月。上洛を終えた信長は帰路、真っ直ぐに岐阜へ帰らず、途中で一鉄のもとに立ち寄った。この来訪を喜んだ一鉄は孫達に能を演じさせて信長を歓待した。これを受けて、信長は一鉄の嫡男である貞通の子（稲葉典通か？）に自らの腰に差していた刀を授与した。（『信長公記』）
- 一鉄自身も能に造詣があり、曽根城址の華渓寺には一鉄愛用の翁の能面が大垣市指定の文化財として収蔵されている。
- 家督を嫡男に譲り、剃髪して一鉄似斎と号したが、勝手に出家した無礼を信長に咎められる。しばらく謹慎していたが、その付近で信長が馬の調練を行った際に挨拶に出向くと和解となった。
- 茶道に造詣があり、不住庵梅雪から斎藤道三に伝授され、さらに道三から一鉄へと相伝された茶の湯秘伝書『数奇厳之図』がある[2][9]。
- 医道に関心が深く、覚書きを伝えている『稲葉一鉄薬方覚書』[3][10]。
- 正室の実家である公家の三条西公条からより専門的な薬方の相伝を受けている[3]｡
- 戦略に長け勢いにも乗る武田勢との長篠の戦いにおいて、一鉄は朱槍朱具足で味方を鼓舞し、また早急軽率の忌避を戒め、御堂山の織田信雄に属して奮戦した。これを信長は今弁慶と賞賛した。
- 頑固な一面があり、『名将言行録』には、「貞通人となり敢決強直。ゆえに世人、敢決強直なる人を呼びて一鉄という。」という記述がある[8]。大槻文彦の『言海』では「一徹者」の項目に、「或ハ稲葉伊豫守入道貞通〔ママ〕入道一鐵ノ名ニ起コルモノト云フ」としている[11]。
- 信長の武田攻めの際に、放浪の末に武田領内に寓居し、失明していた旧主の土岐頼芸が発見される。一鉄の働きかけにより美濃への帰還が叶い、余命の半年間を過ごした。
- 信長が存命だった美濃三人衆時代もそうであったが、非常に独立意識の高い人物で清洲会議後に美濃の領有が織田信孝に認められた際も、信孝死後に美濃が池田恒興に与えられた際も、独立勢力として立場を保ち、彼らの従属的立場には入っていない。
- 以下の話は『武家事紀』『享禄以来年代記』『美濃国諸旧記』などに記録されている。
  - あるとき、敵の間者が捕縛されて引き出された。家臣は処刑を主張したが、一鉄が間者を見ると若かったので不憫に思い、腹を減らしているようなので縄目を解いて部屋に上げて食事の用意をした。食事を与えた後、自分を含めた美濃の武将が領土と家名を守るため如何に苦難しているかを聞かせ、自分の陣中を見せて金銭を与えて釈放した。後にその間者は一鉄の恩義に報いるために稲葉家の足軽となり、姉川合戦で奮戦して戦死したという。
  - 紀州征伐の折、信長は雑賀兄弟を説いて降伏させようとした。しかし最初に出した配下は帰って来なかった。次に一鉄を向かわせると兄弟は降伏してきた。問いただすと、「最初の使者は、尊大で横柄な態度であったゆえ、殺しました。しかし一鉄殿は威儀を正して丁寧で義理が明白、しかも武士の気風も立派であったゆえ、これに感じ入り降伏した次第にございまする」と答えた。
  - 一鉄は外出するとき、いつも小銭を入れた銭袋を腰に帯び、僧侶や修験者に会うたびに銭を与えた。家臣がその事を尋ねると、「我が家祖の塩塵（通貞）は飢えながら諸国を遍歴しておった。一飯の銭が相手を、そして自分を助ける事になるのだ」と語ったという。あるときは敵の間者が僧侶に化けていたこともあったが、一鉄はいつものように銭を与えた。間者はそのため、一鉄を「誠の仁者」であると主君に報告したという。

## 参考論文
- 宮本義己「稲葉一鉄の医道知識と薬方相伝」『国学院大学大学院紀要』5輯、1973年。
- 宮本義己「美濃三人衆の去就―織田信長の美濃経略―」『歴史手帳』6巻1号、1978年。
- 宮本義己「戦国大名斎藤氏と茶の湯―稲葉良通相伝の珠光流不住庵梅雪茶書―」『茶湯』15号、1979年。
- 吉田義治「織田政権成立過程における美濃武士団―西美濃三人衆の動向を中心に―」『岐阜県歴史資料館報』25号、2002年。
- 吉田義治「美濃戦国武将の一断面―稲葉一鉄の文事的素養―」『岐阜県歴史資料館報』28号、2005年。

## 稲葉良通を演じた人物
- 大坂志郎　NHK大河ドラマ春日局（1989年）
- 篠田三郎　NHK大河ドラマ信長 KING OF ZIPANGU（1992年）
- 村田雄浩　NHK大河ドラマ麒麟がくる（2020年）

## 関連小説など
- 高橋照夫『稲葉一鉄』叢文社
- 岩井三四二『守ってあげたい』（光文社文庫・『難儀でござる』収録）